# Beňadikovce
Beňadikovce es un municipio del distrito de Svidník en la región de Prešov, Eslovaquia, con una población estimada a final del año 2024 de 187 habitantes.
Se encuentra ubicado en el centro-norte de la región, cerca del río Ondava (cuenca hidrográfica del río Tisza) y de la frontera con  Polonia.

## Demografía
| Año        | 1994 | 2004    | 2014     | 2024     |
| ---------- | ---- | ------- | -------- | -------- |
| Población  | 254  | 244     | 219      | 187      |
| Diferencia |      | −3,93 % | −10,24 % | −14,61 % |

| Año        | 2023 | 2024    |
| ---------- | ---- | ------- |
| Población  | 181  | 187     |
| Diferencia |      | +3,31 % |